# Rave Un2 the Year 2000
Rave Un2 the Year 2000 è un Direct-to-video del 2000 del cantante e musicista statunitense Prince in concerto. Sebbene sia stato registrato in precedenza, nel dicembre 1999, il concerto è stato originariamente trasmesso in Pay-per-view per il Capodanno 1999. Il concerto dispone di diverse importanti Cover, e i più grandi successi di Prince. Ospiti speciali inclusi ex soci della band, Rosie Gaines e Morris Day, le leggende funk Maceo Parker e membri dei Sly & the Family Stone come il bassista Larry Graham, nonché il funk-rock performer, Lenny Kravitz. Il concerto è notevole per "andare in pensione" la hit classica di Prince, "1999" (anche se sarà reintrodotta per le sue performance negli anni successivi).

## Tracce
1. "Let's Go Crazy"
2. "She's Always in My Hair"
3. "U Got the Look"
4. "Kiss"
5. "Jungle Love" (Morris Day and the Time)
6. "The Bird" (Morris Day and the Time)
7. "American Woman" (Lenny Kravitz)
8. "Fly Away" (Lenny Kravitz)
9. "Gett Off"
10. Medley  (Rosie Gaines, Mike Scott, Maceo Parker)
11. "It's Alright"
12. "Everyday People" (Cynthia Robinson, Jerry Martini)
13. "Higher"
14. "Purple Rain"
15. "The Christ" (versione reintitolata di "The Cross")
16. Blues Medley (Maceo Parker, Johnny Blackshire)
17. "Nothing Compares 2 U"
18. "Take Me with U"/"Raspberry Beret"(con Mr. Happy in coda strumentale)
19. "The Greatest Romance Ever Sold"
20. "Baby Knows"
21. "1999 sample intro"
22. "Baby I'm a Star"
23. "1999"